# Eberhard Naujoks
Eberhard Naujoks (* 3. Juni 1915 in Darmstadt; † 13. November 1996 in Tübingen) war ein deutscher Historiker und Hochschullehrer.

## Leben
Naujoks begann an der Ruprecht-Karls-Universität Heidelberg Germanistik, Geschichte und Geographie zu studieren. 1933 wurde er Mitglied des Corps Suevia Heidelberg. Als Inaktiver wechselte er an die Friedrich-Wilhelms-Universität Berlin und die Hessische Ludwigs-Universität Gießen. Er legte die beiden Staatsexamen 1938 und 1940 ab und promovierte in Gießen zum Dr. phil. Im Zweiten Weltkrieg diente er von 1940 bis 1945 als Unteroffizier der Artillerie beim Heer (Wehrmacht). 1948 ging er als Wissenschaftlicher Assistent an das Historische Seminar der Eberhard-Karls-Universität Tübingen, an dem er sich 1955 habilitierte und Privatdozent für Neuere Geschichte wurde. In Tübingen wurde er 1964 apl. Professor und 1971 Lehrstuhlinhaber für Neuere Geschichte. Er schrieb maßgebliche Beiträge zur Pressepolitik im Deutschen Kaiserreich. Er war Mitglied der Vereinigung für Verfassungsgeschichte.

## Schriften
- Die katholische Arbeiterbewegung und der Sozialismus in den ersten Jahren des Bismarckschen Reiches, Junker u. Dünnhaupt, Berlin 1939 (zugleich: Diss. Univ. Gießen 1939).
- mit Rudolf Stadelmann: Das Zeitalter der Reformation, in: Handbuch der deutschen Geschichte, Bd. 2. Konstanz 1956.
- mit Rudolf Stadelmann, Justus Hashagen, Reinhold Lorenz und Leo Just: Deutsche Geschichte vom Zeitalter der Reformation bis zum Tode Friedrichs des Großen. Konstanz 1956.
- Obrigkeitsgedanke, Zunftverfassung und Reformation. Studien zur Verfassungsgeschichte von Ulm, Eßlingen und Schwäbisch Gmünd, Kohlhammer, Stuttgart 1958.
- Bismarcks auswärtige Pressepolitik und die Reichsgründung (1865–1871). Steiner, Wiesbaden 1968.
- Die französische Revolution und Europa, 1789–1799. Kohlhammer, Stuttgart/Berlin/Köln/Mainz 1969.
- Geschichte des Corps Suevia zu Heidelberg 1810–1975.
- Die parlamentarische Entstehung des Reichspressegesetzes in der Bismarckzeit (1848/74). Droste, Düsseldorf 1976.
- Kaiser Karl V. und die Zunftverfassung. Ausgewählte Aktenstücke zu den Verfassungsänderungen in den oberdeutschen Reichsstädten (1547–1556). Kohlhammer, Stuttgart 1985, ISBN 978-3-17-008562-6.
- hrsg. mit Bernhard Kirchgässner: Stadt und wirtschaftliche Selbstverwaltung, Thorbecke, Sigmaringen 1987, ISBN 978-3-7995-6412-0.
- Stadt und Industrialisierung in Baden und Württemberg bis zum Ersten Weltkrieg (1800–1914). Konkordia-Verlag, Bühl (Baden) 1988.